# David Florence
David Florence (Aberdeen, 8 de agosto de 1982) é um canoísta de slalom britânico na modalidade de canoagem.

## Carreira
Foi vencedor da medalha de Prata em Slalom C-2 em Londres 2012, juntamente com o seu companheiro de equipa  Richard Hounslow.